# ミニー・オー!ミニー
『ミニー・オー!ミニー』(Minnie Oh! Minnie)は、2004年4月15日より東京ディズニーランドで公演が行われていたショー。2018年3月19日をもって公演終了した。

## 概要
アドベンチャーランド内にある「シアターオーリンズ(Theatre Orleans)」で公演されている。ショーの主役を務めるミニーマウスが芸術の女神ミューズの格好をし、周りにいた吟遊詩人、舞踏家、道化師、楽師らが古典的な音楽を献上しようとするが、ミニーは「古めかしくて、退屈なの」と言い、ポップなラテン音楽に乗せてミニーやその仲間たちが踊り始めるというストーリー。
2007年8月23日よりニチレイフーズがスポンサーを務めるようになったが2017年8月22日に終了している。2013年4月3日に、使用楽曲、振り付け、衣装の変更が行われた。
- 公演場所：シアターオーリンズ
- 公演時間：約30分
- 公演回数：1日4〜5回

## 出演キャラクター
- ミニーマウス
- ミッキーマウス
- ドナルドダック
- グーフィー
- チップとデール

## 使用楽曲

### 2013年以前
- Para Los Rumberos ティト・プエンテ
- Bim Bam Bum ノロ・モラーレス（スペイン語版）
- No Me Ames（英語版） ジェニファー・ロペス&マーク・アンソニー
- El Ritmo Tropical ティト・プエンテ
- Shake Your Bon Bon（英語版） リッキー・マーティン
- María（英語版） リッキー・マーティン
- バイラモス エンリケ・イグレシアス
- Oye!（英語版） グロリア・エステファン

### 2013年以降
- Para Los Rumberos ティト・プエンテ
- Bim Bam Bum ノロ・モラーレス（スペイン語版）
- Refugio De Amor （映画『Dance with Me（英語版）』より） チャヤン feat. ヴァネッサ・ウィリアムス
- Ritmo Tropical ザビア・クガート
- Cuban Pete （映画『Cuban Pete（英語版）』より） デジ・アーナズ
- I Just Wanna Be Happy（英語版） グロリア・エステファン
- Dance with Me（英語版） デブラ・モーガン（英語版）
- It's My Party（英語版） タリア

## 鑑賞席抽選
2018年3月1日から2018年3月19日までは公演2回目以降は座席指定券が必要となり、抽選によって配布される。先着ではない為、落選した場合は座席鑑賞エリアでは鑑賞できない。
抽選はトゥモローランドの「トゥモローランド・ホール」、もしくはスマートフォン専用アプリ「ショー抽選アプリ」を使用することでパーク内のどこからでも行える。座席で鑑賞したい場合は「トゥモローランド・ホール」では開園時刻から希望の公演回の30分前までに、「ショー抽選アプリ」では開園時刻から希望の公演回の1時間前までに抽選を行わなければならない。ただし、運営状況によっては抽選を行わない日もある。